# Saverio Costanzo
Pour les articles homonymes, voir Costanzo.
Saverio Costanzo est un réalisateur italien né le 28 septembre 1975 à Rome. Il est le fils du scénariste Maurizio Costanzo, le frère de la réalisatrice-scénariste Camilla Costanzo et le compagnon de l'actrice Alba Rohrwacher.

## Biographie
Après avoir obtenu un diplôme en sociologie de la communication à l'Université de Rome « La Sapienza », Saverio Costanzo commence comme animateur radio, scénariste pour des téléfilms de la Rai et réalisateur de spots publicitaires.
Dans les années 1990, il déménage à New York, où il travaille comme opérateur, aide réalisateur et documentariste. Avec Mario Gianani, il fonde en 2001 la maison de production Offside.
En 2004, son film Private reçoit un succès critique et quelques prix. L'année suivante, il est récompensé par le Ruban d'argent du meilleur nouveau réalisateur et le David di Donatello du meilleur réalisateur débutant. In memoria di me est présenté en 2007 à la Berlinale. En 2009, il transpose au cinéma le roman vainqueur du prix Strega, La Solitude des nombres premiers, avec un film présenté à la Mostra de Venise 2010.

## Filmographie

### Cinéma
- 2004 : Private
- 2007 : In memoria di me
- 2010 : La Solitude des nombres premiers (La solitudine dei numeri primi)
- 2014 : Hungry Hearts
- 2023 : Finalmente l'alba

### Télévision
- 2017 - en cours : L’Amie prodigieuse

## Récompenses
Saverio Costanzo gagne de nombreux prix dont le Léopard d'or au Festival de Locarno dès son premier film avec Private.
L'Amilcar de la Presse au Festival du film italien de Villerupt 2010 avec La solitudine dei numeri primi.